# Il dottor Kildare torna a casa
Il dottor Kildare va a casa (Dr. Kildare Goes Home) è un film del 1940 diretto da Harold S. Bucquet. Il film, a cui presero parte Lew Ayres, Lionel Barrymore, Laraine Day, Samuel S. Hinds, Gene Lockhart, Nat Pendleton e Emma Dunn, fa parte della serie prodotta da Metro-Goldwyn-Mayer sul dottor Kildare.